# 라스트리야 간
라스트리야 간(네팔어: राष्ट्रिय गान् 뜻은 1962년에서 2006년까지는 명예로운 군주, 2006년부터 조국의 노래)은 네팔의 이전 국가이다.
작사는 1899년 당시 바크하트 바하두르 부다피리티가 하였고, 작곡은 1924년 당시 스리 차크라 파니 찰리세가 하였다. 1962년 이후에야 공식적으로 제정되었으며 2006년 네팔 혁명 이후 곡이 수정되었다.
2007년 군주제 폐지로 인해 이 노래도 폐지되었으며, 국가는 백송이의 꽃으로 변경되었다.

## 네팔어 가사

### 1962년 ~ 2006년(한국어 음역본 포함)
श्रीमान् गम्भीर नेपाली (스리만 굼비라 네팔리)
प्रचण्ड प्रतापी भूपति (프라찬다 프라타피 부파티)
श्री ५ सरकार महाराजाधिराजको (스리 판츠 사르카르 마하라자디라자코)
सदा रहोस् उन्नति. (사다 라호스 운나티)
राखुन् चिरायु ईशले (라쿤 치라유 이샬레)
प्रजा फैलियोस् (파라자 파일리요스)
पुकारौ जय प्रेमले (푸카라운 자야 프레말레)
हामी नेपाली साराले. (하미 네팔리 샤랄레)

### 2006년 ~ 2007년(한국어 음역본 포함)
पुकारौ जय प्रेमले (프라찬다 감비라 네팔리)
छरोस् ज्योति जगतमा (푸카라운 자야 프레말레)
हाम्रो प्यारो नेपालले (차로스 죠티 자가트마)
बनोस न्यायको दीप (함로 프야로 네팔랄레)
संसार खुलोस प्रेमले (바노스 냐야코 디파)
हिडौ महान लक्षमा (산사르 쿨로스 프레말레)
हामी नेपाली साराले (히다운 마한 라크시야마)
गम्भीर नेपाली. (하미 네팔리 사랄레)

## 한국어 번역본

### 1962년 ~ 2006년
하느님과 명예로운 군주,
당신은 용감한 군주,
당신은 네팔의 지도자,
스리 판치 마하라자디라자,
우리의 영광스런 통치자,
그는 많은 민중을 지배하네,
그는 엄청난 영향을 미치게 했네.
네팔이 평화의 노래를 부를 수 있기를.

### 2006년 ~ 2007년
산 속이 고요한 네팔.
신께 기도하는 것이 즐겁네.
사랑하는 나의 조국 네팔.
모두 조국의 빛을 바라보네.
공정한 법이 존재하네.
전 세계가 우리를 쳐다보네.
더 높은 힘찬 목표를 향한
네팔은 영원하리라.

## 같이 보기
백송이의 꽃